# Hanušov
Hanušov (německy Honnersgrün) je samota, část města Ostrov v okrese Karlovy Vary v Karlovarském kraji. Nachází se asi pět kilometrů severně od Ostrova. Hanušov je také název katastrálního území o rozloze 2,55 km².

## Historie
První písemná zmínka o vesnici pochází z roku 1557.

## Obyvatelstvo
Při sčítání lidu v roce 1921 zde žilo 85 obyvatel (z toho 42 mužů) německé národnosti a římskokatolického vyznání. Podle sčítání lidu z roku 1930 měla vesnice 93 obyvatel se stejnou národnostní i náboženskou strukturou.
| Rok            | 1869 | 1880 | 1890 | 1900 | 1910 | 1921 | 1930 | 1950 | 1961 | 1970 | 1980 | 1991 | 2001 | 2011 | 2021 |
| -------------- | ---- | ---- | ---- | ---- | ---- | ---- | ---- | ---- | ---- | ---- | ---- | ---- | ---- | ---- | ---- |
| Počet obyvatel | 92   | 88   | 78   | 97   | 89   | 85   | 93   | 12   | 4    | 0    | 0    | 0    | 0    | 0    | 0    |
| Počet domů     | 16   | 15   | 15   | 16   | 15   | 15   | 15   | 15   | 15   | 0    | 0    | 0    | 0    | 0    | 0    |

## Obecní správa
Při sčítání lidu v roce 1869 Hanušov byl osadou obce Arnoldov v okrese Jáchymov. V letech 1880–1930 byl samostatnou obcí v okrese Jáchymov. V letech 1950–1975 byl častí obce Květnová, se kterým patřil nejprve do okresu Karlovy Vary-okolí, ale od roku 1960 v okrese Karlovy Vary. Od 1. ledna 1976 je částí města Ostrov v okrese Karlovy Vary.